# علم فريق العلوم
يشمل مجال علم فريق العلوم (SciTS) كلا من مفاهيم ومنهجية الإستراتيجيات تهدف إلى فهم وتعزيز العمليات والنتائج التعاونية للفريق القائم على البحث. ومن المفيد التمييز بين مبادرات علم الفريق (TS) ومجال علم فريق العلوم (SciTS).  حيث تم تصميم مبادرات علم فريق العلوم لتعزيز التعاون، وذلك من خلال تعدد التخصصات ونهج الإجابة على الأسئلة البحثية حول ظواهر معينة. ومن ناحية أخرى، فإن مجال العلوم يهتم بفهم وإدارة الظروف التي تسهل أو تعوق فعالية العلوم التعاونية وتقييم نتائج العلوم التعاونية. ان وحداتها التحليلية الرئيسية هي البحث والتدريب والمبادرات الترجمية المجتمعية التي تنفذها مؤسسات القطاعين العام والخاص.
يركز مجال علم فريق العلوم على فهم وتعزيز الظروف السابقة والعمليات التعاونية والنتائج المرتبطة بمبادرات العلوم الجماعية، بما في ذلك الاكتشافات العلمية، والنتائج التعليمية، وترجمة نتائج البحث إلى ممارسات جديدة، وبراءات اختراع، ومنتجات وتطورات تقنية وسياسية.

## التاريخ
منذ تسعينيات القرن الماضي، كان هناك اهتمام واستثمار متزايدان في المبادرات البحثية واسعة النطاق والتي كنت قائمة على الفريق لمعالجة المشاكل المعقدة ومتعددة الأوجه التي تتطلب تعاونًا متعدد التخصصات.    وان الارتفاع في علم فريق العلوم يماثل زيادة التخصص بين العلماء. وأدى هذا النمو السريع وتراكم المعرفة المتخصصة في مجالات متعددة إلى خلق حاجة ماسة لإقامة شراكات بين العلماء والممارسين المستمدة من عدة مجالات مختلفة من أجل معالجة المشاكل البيئية والاجتماعية والصحية العامة المعقدة.
نشأ الانضباط بين علم فريق العلوم في البداية من مخاوف عملية من جانب وكالات التمويل، والتي كانت بحاجة إلى قياس أداء علم الفريق، وفهم قيمته المضافة، وتحديد العائد على الاستثمار من المبادرات البحثية الكبيرة، وإبلاغ السياسة العلمية  وتم تقديم مصطلح «علم فريق العلوم» لأول مرة في أكتوبر 2006، في مؤتمر بعنوان «علم فريق العلوم: تقييم قيمة البحث متعدد التخصصات»، والذي استضافه المعهد الوطني للسرطان، في بيثيسدا بولاية ماريلاند. وتم تطوير مجال العلوم الناشئ بشكل إضافي في ملحق للمجلة الأمريكية للطب الوقائي ، التي نشرت في يوليو 2008. وبعد ذلك بعامين عُقد المؤتمر السنوي الدولي الأول لعلم فريق العلوم (SciTS) في 22-24 أبريل 2010 في شيكاغو، إلينوي، ونظمه معهد جامعة نورث وسترن للحركة العلمية الطبية (NUCATS). عندها جمع مؤتمر شيكاغو الباحثين والممارسين في مجال العلوم من خلال مجموعة واسعة من التخصصات، بما في ذلك البحث الترجمي.و السلوك التنظيمي؛ وعلم النفس الاجتماعي والمعرفي والصحة؛ مجال الاتصالات؛ للأنظمة المعقدة. وعلم التقييم؛ والتقنية؛ والإدارة.
و باعتبارها مجالًا حديثًا للاستعلام، لا تزال المصطلحات والمنهجيات والنتائج الخاصة بعلوم علم الفريق قيد المناقشة، وبدأت بختبار بعض الفرضيات الجديدة المتعلقة بالاستراتيجيات الأكثر فعالية لتطبيق واستدامة علم الفريق ونشرت بعدها النتائج. في حين أن قاعدة مطبوعاتعلم فريق العلوم محدودة حاليًا، فقد تم تأسيس المجال على قدر كبير من المعرفة بأبحاث الفريق التي أجراها العلماء في مجالات متنوعة مثل العلوم التنظيمية وتعزيز الصحة المجتمعية، وعلم النفس الاجتماعي، وكذلك من مجموعات خارج الأكاديمية، بما في ذلك التجارة والجيش. وبدأت نتائج أبحاث علم فريق العلوم في ترجمتها إلى أدوات قائمة على الأدلة وهياكل دعم تهدف إلى تحسين كفاءة ونجاح مبادرات العلوم الجماعية. 
في عام 2013، أنشأت الأكاديمية الوطنية للعلوم لجنة للبحث الوطني لعلم فريق العلوم لتقييم الوضع الحالي للمعرفة والممارسة في مجال فريق العلوم. نُشر تقرير اللجنة في عام 2015.

## طرق
ان الأساليب والتدابير المستخدمة لتقييم علم الفريق معقدة ومتطورة مع انضباط العلوم.  قد يختلف تعريف الفريق الناجح اعتمادًا على صاحب المصلحة. على سبيل المثال، قد تكون وكالات التمويل أكثر اهتمامًا بمقاييس الأداء المتعلقة بترجمة نتائج أبحاث الفريق إلى تطبيقات عملية، بينما قد يستخدم باحثو الفريق عدد المنشورات التي تم إنتاجها ومبلغ تمويل المنح الذي تم الحصول عليها لقياس نجاح مسعى علمي للفريق. بالإضافة إلى ذلك، قد تختلف طريقة التقييم ومقاييس النجاح في نقاط مختلفة خلال مشروع البحث الجماعي. قد تتضمن التدابير قصيرة المدى مؤشرات للنواتج تضافرية، في حين أن التدابير طويلة الأجل قد تكون مرتبطة بتأثير البحث على تطور الانضباط أو تطوير السياسة العامة.
يستخدم علم فريق العلوم كلاً من الأساليب النوعية والكمية لتقييم الظروف السابقة والعمليات التعاونية والنتائج المرتبطة بعلم الفريق، وكذلك السياق التنظيمي والاجتماعي والسياسي الذين يؤثرون على علم الفريق.  وتشمل هذه الأساليب مناهج مثل الدراسات الإستقصائية والملاحظة الإثنوغرافية ودراسات الحالة ومقابلات مع أعضاء الفرق العلمية؛ والشبكات الاجتماعية، وتقنيات رسم الخرائط والتصور.على سبيل المثال (رسوم البيانية لتكوين التعاون وفسخها، والتوزيع الجغرافي للمتعاونين، وأنماط التمويل، وجوائز براءات الاختراع، ووقت الإنتاج والتسويق، وما إلى ذلك)؛ والتحليلات الببليومترية (على سبيل المثال، تقييم الأوراق والمنح المشتركة في التأليف).
سوف يستفيد المجال من الوكالات العلمية والسياسات المرتبطة بها لإنشاء البنى التحتية الحسابية المتقدمة، والتي ستمكن من تحليل التيرابايت لتحديد العوامل التي تساهم أو تعوق نجاح الفرق العلمية. ومن الناحية المثالية، سيتم تقييم مبادرات علم الفريق في الوقت الفعلي، أثناء التعاون النشط، بحيث يمكن تغذية نتائج المعلومات إلى الفريق العلمي لتعزيز كفاءتها وفعاليتها.

## أدوات
اعتمد العلماء المنخرطون في تعاونات علمية جماعية بشكل تقليدي على الاستدلال لصنع عمل الفريق العلمي. من خلال تجاربهم الخاصة فقط وما يمكن تسميته بفن علم الفريق حاولوا تحديد ما يسهل هذا المجال وما هي العوائق التي تقف في طريق نجاح التعاون من خلال دراسة ممارسة علم الفريق، ويهدف باحثوالمجال إلى تطوير مجموعة من الأدلة والأدوات القائمة على التوصيات والتي يمكن استخدامها لتحسين كفاءة وفعالية مبادرات علم الفريق. وعلى سبيل المثال، قد يحدد الباحثون مناهج لتيسيير تشكيل وتوظيف فرق علوم تعاونية ناجحة، وإزالة الحواجز بين المؤسسات أمام علم الفريق، ودعم التعاون الفعال بين الباحثين الذين يعملون معًا ضمن فريق واحد، وتطوير برامج تدريب علمية للفريق.  
و يتم إحراز تقدم على جبهات قليلة نحو تطوير أدوات وتوصيات عملية لدعم عملية العلم الجماعي. وتعمل مجتمع أبحاث علم فريق العلوم على إنشاء قاعدة أدلة لتطوير مجموعة من «الممارسات الفعالة»، والتي يمكن دمجها في التدريب العلمي الجماعي لضمان أن الجيل القادم من العلماء سيطور المهارات اللازمة للانخراط في فريق فعال. وتقوم عدة مجموعات بتطوير «صناديق أدوات» أو «مجموعات أدوات» علمية للفريق توفر الموارد التي يمكن أن تساعد الباحثين في عملية العلوم التعاونية، بما في ذلك الأسئلة التوجيهية التي تدعم المناقشة حول الأهداف التعاونية والقياسات المشتركة للنجاح وتعيين المهام والمسؤوليات الفردية؛ وارشادات لتطوير «لغة» مشتركة يمكن استخدامها بين الباحثين من خلفيات تأديبية مختلفة؛ ونماذج البنية التحتية للاتصالات التي يمكنها دعم التعاون المنتشر جغرافيا؛ وأدوات لتقييم مدى استعداد أعضاء الفريق للتعاون؛ ومناهج لتدريب أعضاء الفريق على مهارات علم فريق العلوم؛ ونموذج «اتفاقات ما قبل الزواج» للمتعاونين التي يمكن أن تساعد في إنشاء اتفاق بشأن حقوق التأليف وبراءات الاختراع التي تنتج عن التعاون العلمي. وتقوم مجموعات أخرى بتطوير أدوات للتواصل الاجتماعي عبر الإنترنت لمساعدة العلماء على تحديد المتعاونين المحتملين، وإنشاء قواعد بيانات من الاجراءات والأدوات التي يمكن استخدامها من قبل باحثي علم فريق العلوم أو مقيمي البرامج أو أولئك الذين يشاركون في علم الفريق لتقييم عمليات ونتائج الفريق ومبادرات العلوم.

## روابط خارجية
- المؤتمر السنوي الدولي لعلوم فريق العلوم
- العلوم السريرية والجامعة، موارد فريق العلوم
- موقع المعهد الوطني للسرطان لعلم فريق الموقع الإلكتروني
- شبكة متعددة التخصصات لأبحاث المجموعة (INGroup)
- الاهتمام بقياس وتخطيط وتقييم البحوث متعددة التخصصات (IDR)
- فلسفة / مثل التخصصات (PIN)
- علوم التكامل والتنفيذ (I2S)
- مركز دراسة التخصصات المتعددة (CSID)
- تحسين شبكة أبحاث العلوم (ISRN)
- أدوات التدريب الإلكتروني لفريق العلوم (COALESCE)
- علم فريق العلوم (SciTS)
- مجموعة أدوات علوم فريق NCI
- وحدات التعلم عبر الإنترنت